# Блонская, Людмила Леонидовна
Людми́ла Леонидовна Бло́нская (укр. Блонська Людмила Леонідівна; род. 9 ноября 1977, Симферополь) — украинская многоборка. Заслуженный мастер спорта Украины. Чемпионка мира в помещении (2006).

## Биография
Разведена. Бывший супруг Людмилы — Вадим Коробенко (журналист новостей спорта). Представляла спортивный клуб «Биола». В сложных отношениях с британской семиборкой Келли Созертон. Имеет дочь Ирину и сына Александра.
В настоящее время работает доцентом кафедры спорта и физического воспитания Таврической академии КФУ.

## Спортивные достижения
- 2005 — 23-я Универсиада, семиборье, 1-е место.
- 2006 — Чемпионат мира, пятиборье — 1-е место.
- 2007 — Чемпионат мира, семиборье — 2-е место.
- 2008 — Пекинская Олимпиада, семиборье — 2-е место; 22 августа лишена этой награды. Международный олимпийский комитет принял решение дисквалифицировать украинскую спортсменку Людмилу Блонскую и лишить её серебряной олимпийской медали за использование допинга.

## Награды
- Медаль «За труд и победу» (2005) — за весомый личный вклад в развитие и популяризацию физической культуры и спорта на Украине, достижение высоких спортивных результатов на XXIII Всемирной летней Универсиаде 2005 года в Измире (Турецкая республика), укрепления международного авторитета Украинского государства.[5]